# Narodowy Program Hauszmanna
Narodowy Program Hauszmanna – realizowany na Węgrzech plan odtworzenia historycznego otoczenia Zamku Królewskiego w Budapeszcie, którego celem jest odbudowa i rekonstrukcja dawnych budynków i ogrodów w celu przywrócenia historycznego charakteru tego rejonu miasta. Rekonstruowane budowle uległy uszkodzeniu lub zniszczeniu podczas II wojny światowej, pomiędzy grudniem 1944 a lutym 1945 roku podczas bitwy o Budapeszt. Zniszczone budynki nie zostały odbudowane ani odnowione przez rząd ówczesnej Węgierskiej Republiki Ludowej ze względów ideologicznych. Projekt renowacji jest zaplanowany na lata 2019–2030.

## Historia
Rząd Węgier opracował „Narodowy Program Hauszmanna” mający na celu rewitalizację i odrestaurowanie Zamku Królewskiego i otaczającej go dzielnicy w latach 2019–2030. Nazwa programu pochodzi od nazwiska austro-węgierskiego architekta Alajosa Hauszmanna, który przez półtora dziesięciolecia był kierownikiem architektonicznym prac nad rozbudową Zamku Królewskiego w Budapeszcie i nadał mu formę neobarokową. Pierwsza faza programu rozpoczęła się w 2016 roku. 

Do 2019 roku ukończono przebudowę Królewskiej Ujeżdżalni, Schodów Stöckla i Koszar Straży Zamkowej, a także rozpoczęto przebudowę zbocza Ybl obok koszar. W 2019 roku zapowiedziano dalsze prace, a mianowicie odbudowę Pałacu Arcyksięcia Józefa, byłej Kwatery Głównej Ministerstwa Obrony Narodowej i byłego budynku Ministerstwa Spraw Zagranicznych.

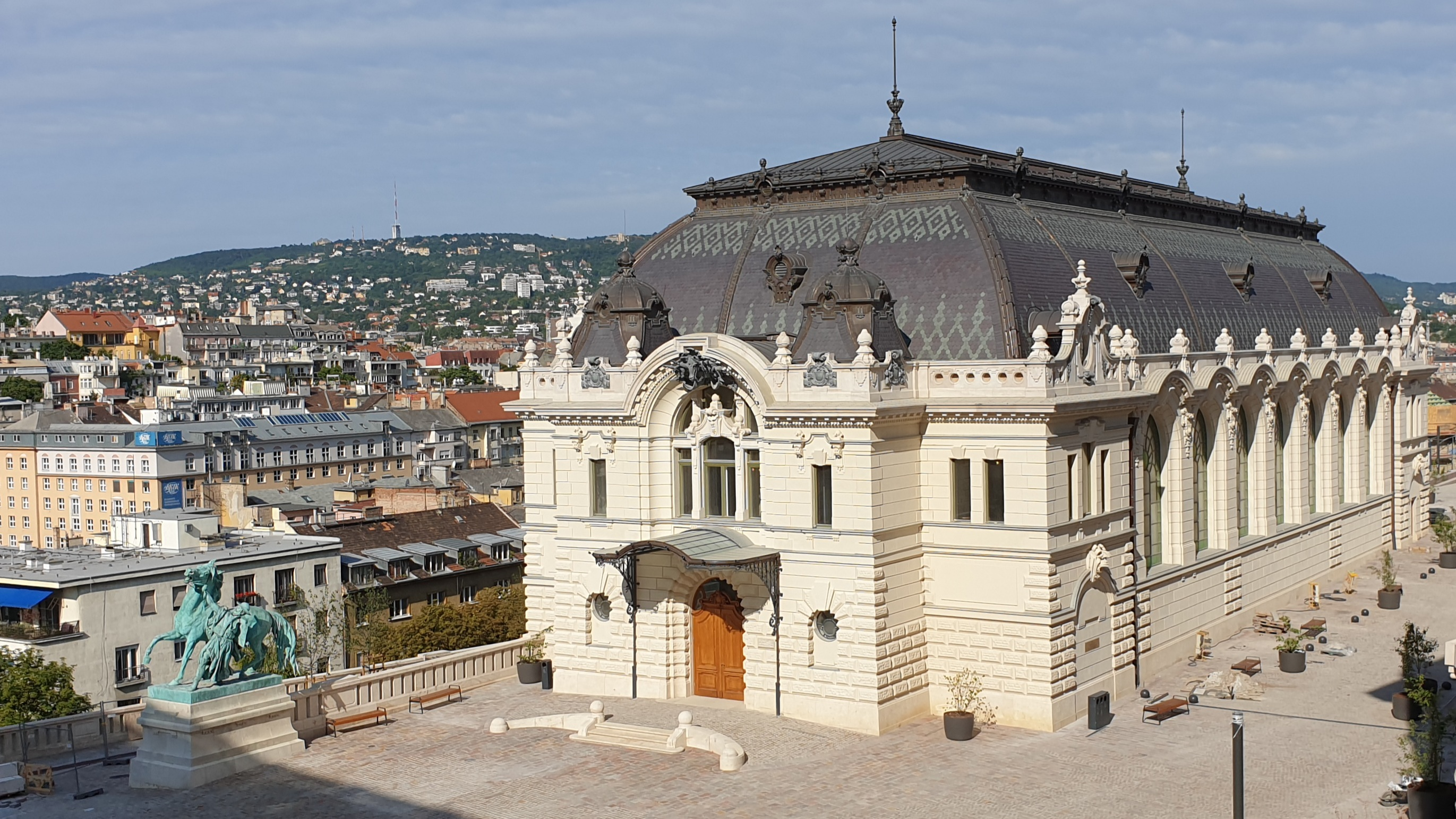
Ujeżdżalnia Królewska w 2021 roku po ukończeniu prac rekonstrukcyjnych
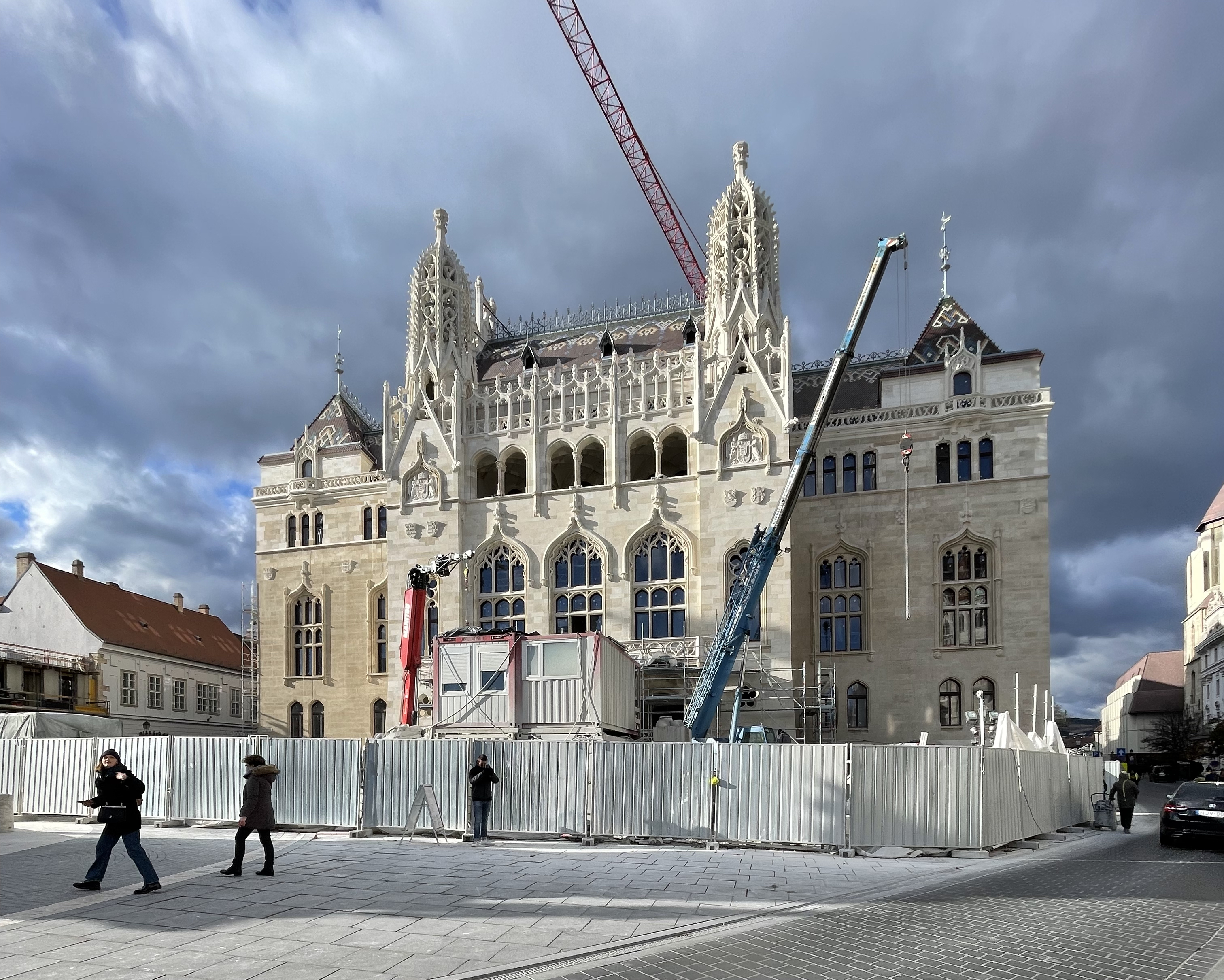
Odtworzona fasada Ministerstwa Finansów w 2023 roku
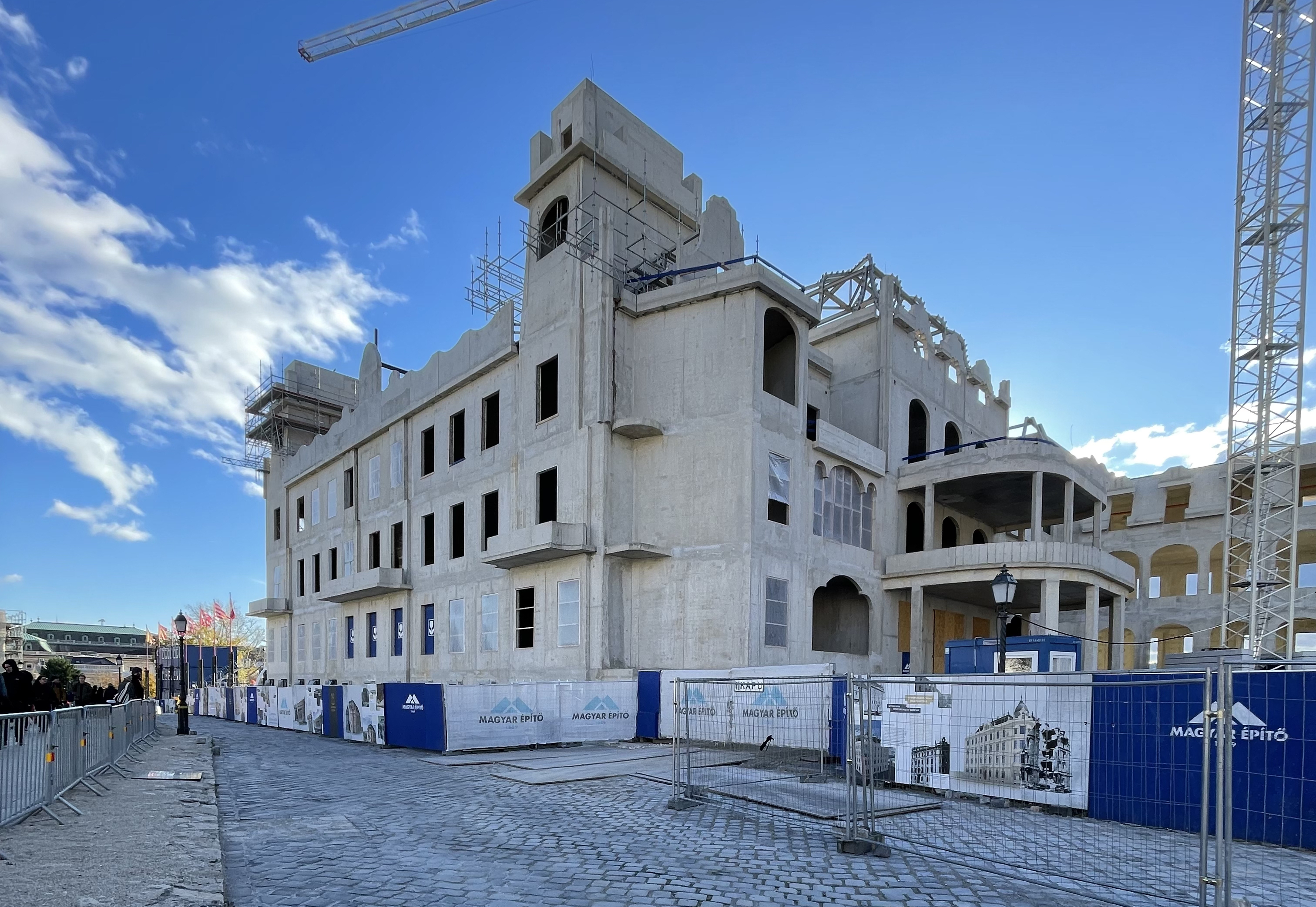
Pałac Arcyksięcia Józefa podczas rekonstrukcji w 2023 roku
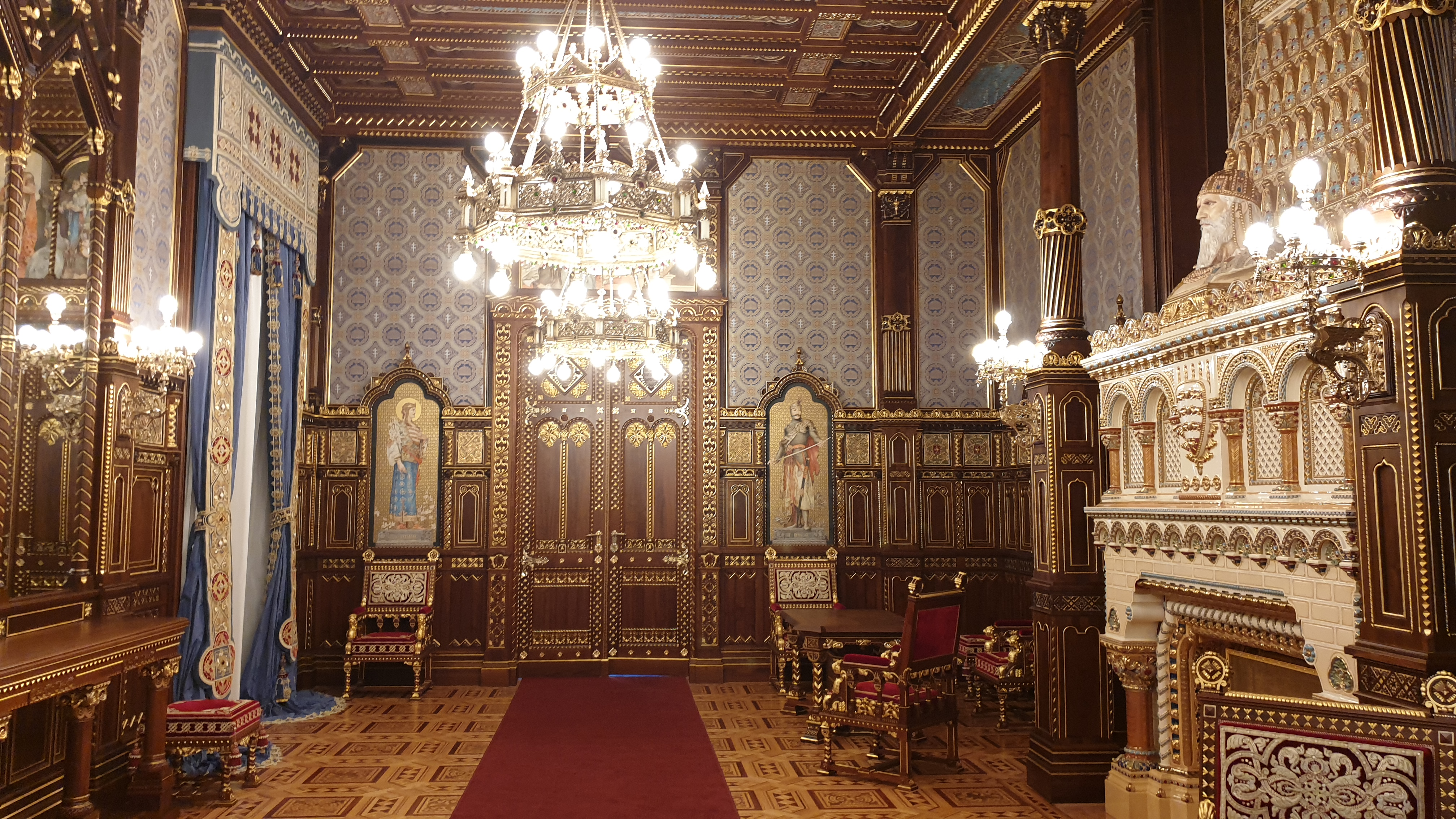
Sala Św. Stefana w 2022 roku po rekonstrukcji
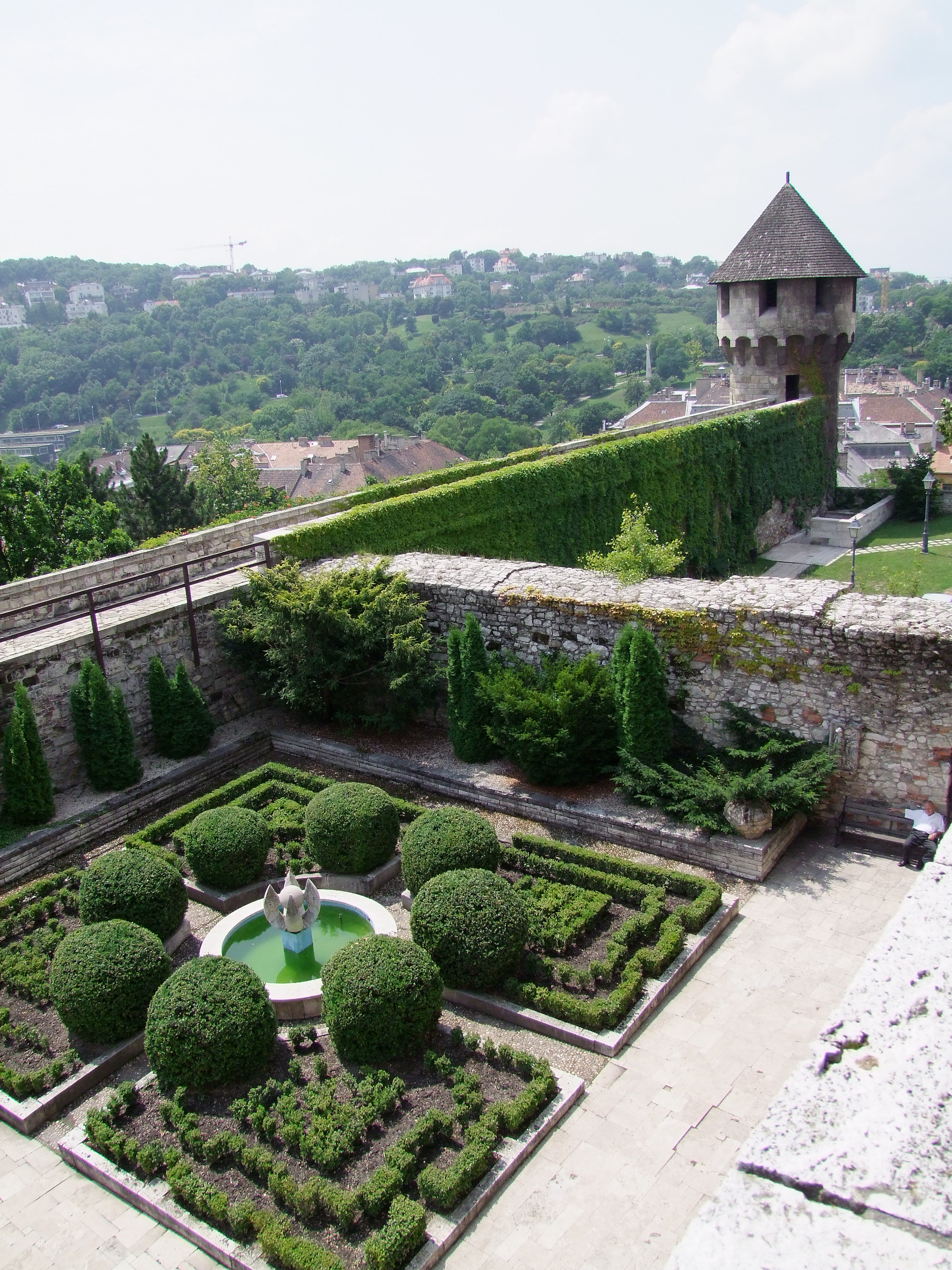
Odtworzone ogrody
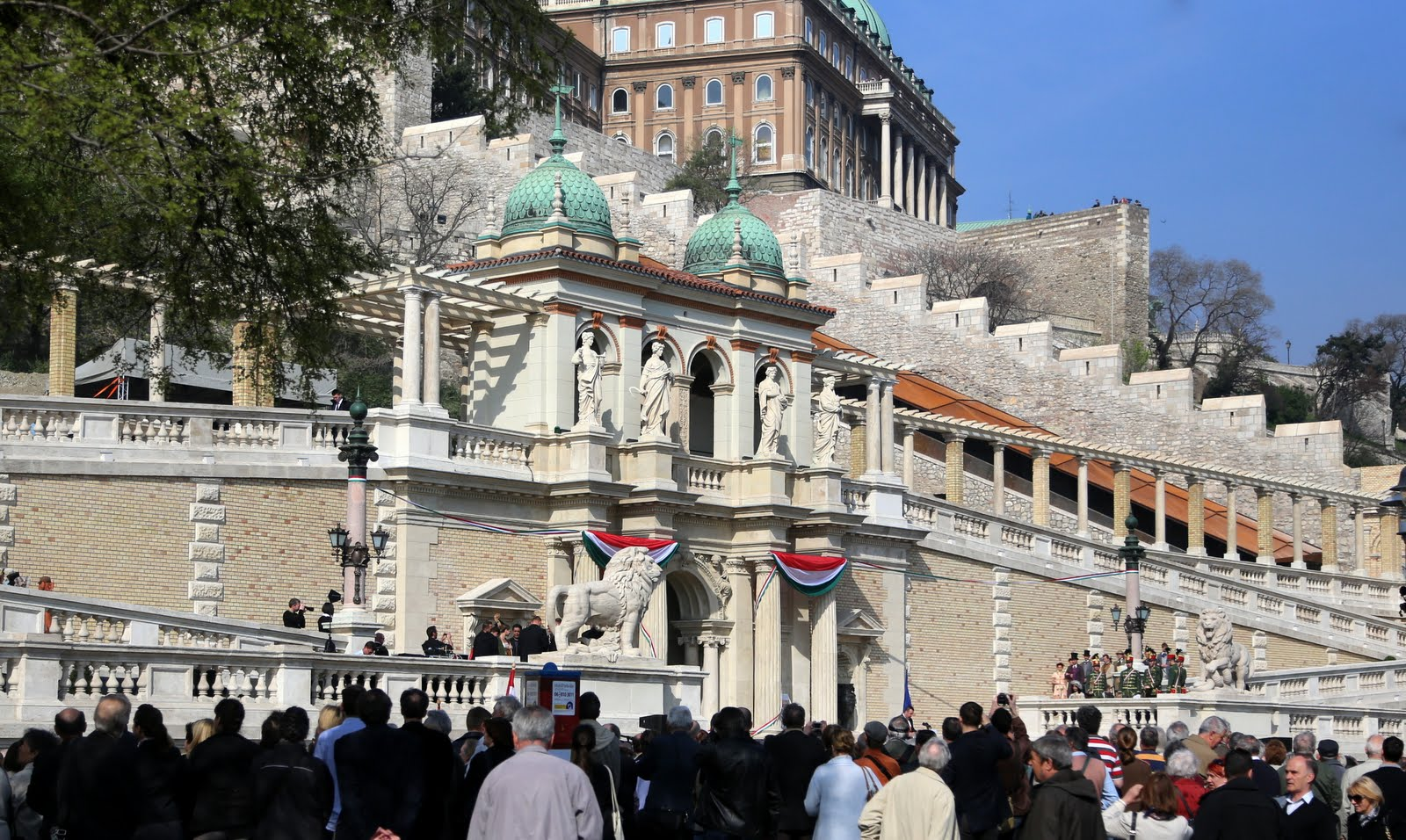
Odtworzone schody zamkowe

## Realizacje i plany
- Rekonstrukcja Hali Królewskiej Ujeżdżalni,
- Rekonstrukcja Koszar Gwardii Zamkowej,
- Rekonstrukcja Schodów Stöckla,
- Rekonstrukcja Pałacu Arcyksięcia Józefa,
- Rekonstrukcja Sali św. Szczepana w Pałacu Królewskim i dawnej siedziby Czerwonego Krzyża ;
- Rekonstrukcja Ministerstwa Obrony Narodowej Węgier
- Odbudowa wieży Archiwum Narodowego[3];
- Renowacja Rondeli Fehérvári i otaczających ją ogrodów[4];
- Renowacja pomnika konnego Artura Gorgeya i Fontanny Macieja.